# Santa Aulària (Aude)
Santa Aulària (en francès Sainte-Eulalie) és un municipi del departament de l'Aude a la regió francesa d'Occitània.